# Lasius piliferus
Lasius piliferus är en myrart som beskrevs av Seifert 1992. Lasius piliferus ingår i släktet Lasius och familjen myror. Inga underarter finns listade i Catalogue of Life.